# (20582) Reichenbach
(20582) Reichenbach (1999 RP154) – planetoida z pasa głównego asteroid okrążająca Słońce w ciągu 4,26 lat w średniej odległości 2,63 j.a. Odkryta 9 września 1999 roku.